# Pleisztarkhosz spártai király
Pleisztarkhosz (görög betűkkel: Πλείσταρχος, Kr. e. 5. század) spártai király, I. Leónidasz, „a thermopülöai hős” és Gorgó spártai királyné egyetlen fia volt. Atyja Kr. e. 480. augusztus 7-én bekövetkezett halálakor még kiskorú volt, gyámjának pedig nagybátyját, Kleombrotoszt nevezték ki. Kleombrotosz igen nagy befolyásra tett szert, ám Kr. e. 479-ben elhunyt. Pleisztarkhosz gyámságát ekkor Kleombrotosz fia, Pauszaniasz vette át. Pauszaniaszt azonban Kr. e. 470 körül hazaárulás vádjával elítélték és kivégezték.
Pleisztarkhosz életéről több adat nem maradt fenn, feltehetően Kr. e. 458-ban hunyt el.

## Lásd még
- Spárta királyainak listája